# Nick Symmonds
Nicholas « Nick » Symmonds (né le 30 décembre 1983 à Sun Valley) est un athlète américain, spécialiste du 800 et du 1 500 mètres.

## Carrière
Deuxième des Championnats des États-Unis 2006 et 2007, il se signale au grand public dès l'année suivante en remportant le 800 mètres des sélections olympiques américaines de Eugene en 1 min 44 s 10, nouveau record personnel. Aux Jeux olympiques de Pékin, Nick Symmonds est éliminé dès les demi-finales en 1 min 46 s 96.
En 2009, Nick Symmonds remporte son deuxième titre national en plein air en devançant notamment son compatriote Khadevis Robinson, quadruple vainqueur de l'épreuve. Il participe aux Championnats du monde de Berlin et devient le premier américain depuis Rich Kenah et Mark Everett en 1997 à atteindre une finale mondiale sur 800 mètres. Il se classe sixième en 1 min 45 s 71. Lors de cette saison, Symmonds porte son record personnel à 1 min 43 s 83 à l'occasion du meeting Herculis de Monaco.
Champion des États-Unis en plein air pour la troisième fois consécutive, il améliore sa meilleure marque personnelle en fin de saison 2010 en se classant troisième du meeting de Rieti en 1 min 43 s 76, dans une course très relevée remportée par le Kényan David Rudisha en 1 min 41 s 01, nouveau record du monde de l'épreuve. Sélectionné dans l'équipe des Amériques lors de la première édition de la Coupe continentale d'athlétisme, à Split, l'Américain prend la cinquième place finale en 1 min 44 s 98.
En 2011, Nick Symmonds remporte son deuxième titre national en salle, puis son quatrième consécutif en plein air à l'occasion des Championnats des États-Unis de Eugene où il devance en 1 min 44 s 17 son compatriote Khadevis Robinson (1 min 44 s 49).
En 2012, aux Jeux olympiques de Londres, il obtient son nouveau record personnel avec une 5e position avec un temps de 1 min 42 s 95.
Il met un terme à sa carrière le 23 juin 2017 après une élimination en séries des Championnats des Etats-Unis.

## Palmarès

### International

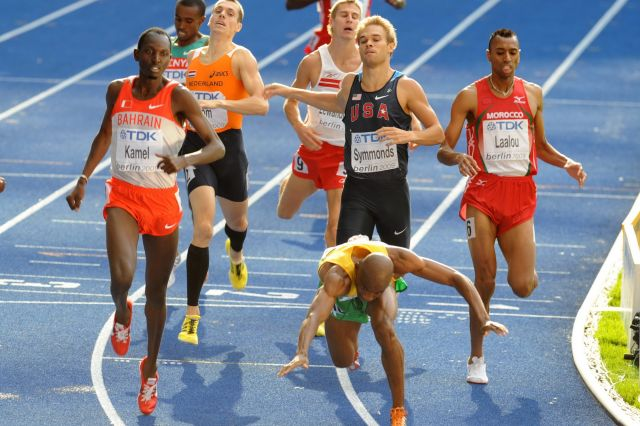
Nick Symmonds à l'arrivée de la finale du 800 m des Championnats du monde 2009

| Date | Compétition                    | Lieu    | Résultat | Temps         |
| ---- | ------------------------------ | ------- | -------- | ------------- |
| 2008 | Championnats du monde en salle | Valence | 6e       | 1 min 46 s 48 |
| 2009 | Championnats du monde          | Berlin  | 6e       | 1 min 45 s 71 |
| 2009 | DécaNation                     | Paris   | 1er      | 1 min 48 s 68 |
| 2010 | Coupe continentale             | Split   | 5e       | 1 min 44 s 98 |
| 2011 | Championnats du monde          | Daegu   | 5e       | 1 min 45 s 12 |
| 2012 | Jeux olympiques                | Londres | 5e       | 1 min 42 s 95 |
| 2012 | DécaNation                     | Albi    | 1er      | 1 min 47 s 96 |
| 2013 | Championnats du monde          | Moscou  | 2e       | 1 min 43 s 55 |

### National
- Championnats des États-Unis d'athlétisme : 
  - Plein air : vainqueur du 800 m en 2008, 2009, 2010, 2011, 2012 et 2015, deuxième en 2006 et 2007.
  - Salle : vainqueur du 800 m en 2007 et 2010

## Records
| Épreuve | Épreuve   | Performance   | Lieu    | Date            |
| ------- | --------- | ------------- | ------- | --------------- |
| 800 m   | Plein air | 1 min 42 s 95 | Londres | 9 août 2012     |
| 800 m   | En salle  | 1 min 46 s 48 | Valence | 9 mars 2008     |
| 1500 m  | Plein air | 3 min 34 s 55 | Monaco  | 19 juillet 2013 |